# Clanes (BattleTech)
Los Clanes son una de las facciones principales del universo ficticio de BattleTech. Originalmente, fueron los restos del ejército de la Liga Estelar, auto-exiliado tras la caída de la misma a causa de la guerra iniciada por Stefan Amaris. El General Aleksandr Kerensky condujo sus fuerzas más allá de los límites de la Esfera Interior para evitar verse envueltos en la incipiente guerra entre las Grandes Casas por gobernar los restos de la difunta Liga Estelar. Durante su exilio, adoptaron una nueva forma de sociedad centrada alrededor de la casta de los guerreros, gracias a lo cual sembraron el caos a su regreso a la Esfera Interior, 250 años después de su partida.

## Historia
2766
27 de diciembre:
La época de paz de mayor duración que ha disfrutado la humanidad finaliza bruscamente con el golpe de Estado de Stefan Amaris, al que la historia conocerá como "El Usurpador", la Dinastía de los Cameron es sesgada de raíz.
2767-79
Las Fuerzas de Defensa de la Liga Estelar (en adelante FDLE), reconquistan la hegemonía terráquea.
2779
Stefan Amaris es ejecutado.
2780 
octubre:
Se le retira al general Aleksandr Kerensky el cargo de Protector de la Liga Estelar.
2781
La liga estelar se disuelve.
2784
14 de febrero:
Kerensky traza el plan del Éxodo
5 de noviembre:
El abismo de la guerra se extiende ante la humanidad, la mayor parte de las FDLE, llevando a cabo el Plan Éxodo concebido por el general Aleksander Kerensky, siguen a su comandante en jefe en su auto exilio y rumbo a lo desconocido.
2785
Julio:
Revuelta en el crucero Prinz Eugen, duramente sofocada; todos los oficiales, son ejecutados bajo el cargo de motín.
2786
24 de agosto:
La flota del éxodo llega a los mundos del pentágono.
2787
Enero:
Las fuerzas de Kerensky capturan una nave de salto de la república de los mundos del borde (estado menor de la periferia), y conocen como se deteriora la esfera interior, en plena I guerra de sucesión.
2796
Bajo misteriosas circunstancias, fallece la esposa del general Alexandr Kerensky, Katyusha.
2800
Se inician revueltas en los mundos del pentágono.
2801
5 de mayo:
Las revueltas acaban en guerra civil.
14 de mayo:
El general Aaron DeChevilier (segundo de Kerensky) es asesinado en una emboscada rebelde.
11 de junio:
El general Kerensky muere y las FDLE rechazan seguir a Nicholas Kerensky, hijo de Alexandr.
Otoño
Nicholas Kerensky huye con 802 fieles a Strana Mechty, en el Núcleo Estelar Kerensky, hecho conocido como el segundo éxodo.
2802
Enero:
La última nave de salto de Nicholas abandona el pentágono.
Febrero:
Comienza la Guerra del éxodo.
2810
Nicholas Kerensky funda los Clanes. Son 20, nombrados según un animal que habita los mundos del Pentágono o del Núcleo Kerensky, cada uno de ellos, formado por 40 guerreros aproximadamente.
2815
Nicholas Kerensky se auto proclama IlKhan de los clanes.
2819
Nicholas Kerensky inicia el programa eugenésico.
2821
2 de julio:
La Operación Klondike se inicia y los Clanes de Kerensky retornan a unos devastados Mundos del Pentágono, iniciando la liberación de los mismos.
2822
26 de mayo:
Finaliza la Operación Klondike, los Mundos del Pentágono y el Núcleo de Kerensky se rigen por las normas de los Clanes de Kerensky. Algunos que no acatan las normas de estos, huyen a sistemas solares desconocidos, en los alrededores de estos mundos, formando la conocida como sexta casta o casta de los bandidos.
2823
Octubre:
El clan Wolverine declara su independencia de los clanes y es exterminado por el clan Lobo tras usar un arma nuclear para destruir un depósito eugenésico.
Todos los militares del Clan Wolverine, fueron ejecutados y los civiles fueron esterilizados, aunque se cree que algunos escaparon a la esfera interior (tribu minnesota)
2824
El clan Burrok, llama a la aniquilación del Clan Espíritus de sangre por permanecer "al margen" del resto, es desestimada.
2834
Nicholas Kerensky, muere accidentalmente mientras participaba como árbitro en un juicio de absorción del clan lobos contra el clan Widowmaker: estos últimos son absorbidos entrando a formar parte de los lobos. De los 20 clanes originales quedan 18.
2854
El clan coyote desarrolla el omnimech, un BattleMech cuyos equipos y armas son modulares y pueden ser configurar especialmente para cada misión.
2868
El clan lobo usa unas nuevas armaduras de combate ganadas al clan Gato Nova, el clan Mangosta, es absorbido por los Jaguares de Humo.
2870
El clan de los Caballos infernales desarrolla los elementales, guerreros de infantería modificados genéticamente.
2872
El Kindraa Smythe-Jewll del clan Mandriles de fuego es destruido por una fuerza conjunta de ataque de los Caballos del infierno y los coyotes.
2935
El IlKhan Corian Tchernokov muere en un "accidente".
2947
El IlKhan Tobias Katib, es acusado y ejecutado por su papel en la muerte del IlKhan Tchernokov.
2965
El clan Cobras Nebulosa encuentra una civilización en los mundos Tanite.
2977
El Clan Espíritu de sangre reinstaura la posición de IlChi ante los Cuervos de nieve y comienzan negociaciones con el citado clan.
Los Cobras nebulosas concluyen la conquista de los mundos Tanite.
2979
Los Clanes Cuervos de Nieve - Espíritus de Sangre, acuerdan el reparto comercial de naves de guerra por mechs.
2980
El Clan Halcones de Jade hace un llamamiento a la invasión de la esfera interior que resulta fallido, pero que cristaliza en la división entre cruzados y guardianes.
2983
El clan cuervo de nieve, falla en un juicio de posesión sobre unos yacimientos petrolíferos del clan zorros marinos.
2984
El Khan Howel de los cuervos de nieve, lanza en los océanos de Strana mechty el producto de la ingeniería genética Tiburón de diamante, que consigue en poco tiempo exterminar a los zorros marinos. Como resultado de esto, el clan de los zorros marinos efectúa una petición por el derecho a cambiar de nombre.
2985
Tras múltiples juicios de rechazo, el clan Zorros Marinos consigue cambiar su nombre por el de Tiburón de Diamante.
3000
Los clanes cruzados fuerzan el voto a la invasión, pero finalmente, aceptan el compromiso de los dragones.
El Khan de los Heliones de Hielo es asesinado por su SaKhan en un juicio de aniquilación por aceptar dicho compromiso.
3004
Los Dragones de Wolf parten del espacio de los clanes, llegan a la esfera interior en 3005.
3015
8 de marzo.- Anton Marik retiene a los Dragones. Cuando Joshua Wolf se niega a capitular, es ejecutado
22 de marzo.- Los Dragones de Wolf asaltan la base de Anton Marik en Nueva Delos, derrotando sus fuerzas y ejecutando a Anton. Tomando venganza así por el asesinato de uno de sus dos líderes. Final de la guerra civil en la Liga de los Mundos Libres
3029
Ulric Kerensky, Khan del clan de los Lobos, evita una nueva llamada a la invasión.
3046
Un asalto de los Osos Fantasmales en Niles termina con la muerte del Khan de los caballos infernales. Su sucesor, Malavai Fletcher, un cruzado de firmes convicciones, sitúa al clan en el bando cruzado.
3048
Los jaguares de humo localizan una nave de exploración de cuerpo de exploradores (Comstar) en wl sistema Huntress.
Los cruzados ganan el voto a la invasión.
Leo Showers, de los jaguares de humo, es elegido IlKhan.
3049
(feb) Una avanzadilla de los clanes parte hacia la esfera interior.
(jun) El grueso de los clanes invasores, parten hacia la esfera interior.
(ago) Primer contacto entre las unidades de la avanzadilla de los clanes y tropas de la periferia.

3050
(7 mar) Los clanes, lanzan la primera oleada contra objetivos de la esfera interior.
(7 may) El clan de los jaguares de humo arrasa mediante un bombardeo orbital la ciudad de Edo, en Turtle bay.
(Jun) Los Helliones de hielo lanzan la campaña de la furia en los planetas natales por haber quedado fuera de la invasión.
(10 sep) Las fuerzas armadas de la mancomunidad federada reconquistan Twycross del clan Halcón de Jadee, en lo que es la primera victoria de tropas de la esfera interior contra los clanes.
(2 oct) Las fuerzas armadas del condominio Draconis conservan el planeta Wolcot frente al clan de los jaguares de humo.
(31 oct) La invasión de los clanes se detiene tras la muerte del IlKhan gracias a un ataque suicida por parte de un aeropiloto de la República libre de Rasalhague.
3051
Natasha Kerensky vuelve al Clan Lobo.

(28 Feb) Lectura del Recuerdo en memoria de Leo Showers.
(19 de junio) Ulric Kerensky, Khan de los Lobos, es elegido IlKhan de los clanes. Decide activar en la invasión a los clanes Víboras de Acero y Gatos Nova, y pone en reserva a los Tiburones de diamante.
(29 de octubre) Los Clanes reanudan sus ataques.
3052
(5 de enero) Batalla de Luthien
(1 - 21 de mayo) Batalla de Tukayyid, operación escorpión: tras 21 días de combates, estos, finalizan con la victoria de comstar, y una tregua de 15 años en la que no deberán producirse nuevos avances de los clanes.
3054-55
Guerra civil de los dragones de Wolf.
3057
Acusaciones de genocidio contra las tres generaciones de guerreros que no podrán probarse en combate contra el IlKhan Ulrick Kerensky, que dan lugar a la guerra de rechazo entre los Lobos y los Halcones de Jade, a su conclusión el clan del Lobo, termina dividido en dos facciones, una cruzada, y otra en el exilio guardiana.
3058
Elección de Linlcon Osis del clan Jaguar de Humo como nuevo IlKhan de los clanes. Comienza las operación Serpiente de la Esfera Interior  contra los Jaguares de Humo
3059
Se descubre que el clan Burrock colabora con la denominada como casta oscura, lo cual provoca su absorción por las víboras estelares. Comienza las operación Buldog de la Esfera Interior contra los Jaguares de Humo
3060
Se cumplen los objetivos de las operaciones Serpiente y Buldog de la Esfera Interior contra el clan de los Jaguares de Humo que resultan en la aniquilación de dicho clan. Juicio del gran rechazo de la Esfera Interior contra la decisión de la invasión de los clanes, que resulta en la derrota de los clanes.
El Clan Gato nova es abjurado de los clanes, se instalan sus posesiones en la Esfera Interior. El Clan del Oso Fantasmal se pasa de la ideología Cruzada a la Guardián, y se traslada a sus posesiones en la Esfera Interior.
3060-3062
Guerras de posesión entre los clanes que permanecen en los mundos natales por los enclaves de Jaguares de Humo y Gatos nova. 
3071-3075
Guerras Reaving, como resultado los clanes que de una manera u otra han participado en la invasión de la esfera interior, son obligados a abandonar los planetas natales de los clanes, tres clanes son eliminados, un clan en dividido en dos, apareciendo un nuevo clan de esta escisión, y un último clan  es expulsado de los planetas natales, instalándose en la periferia profunda. Se pierde todo contacto entre los cuatro clanes que quedan en el espacio de los clanes  con la esfera interior y los restantes clanes.

## Lista de Clanes
A lo largo del periodo tratado por el universo ficticio de battletech en su línea temporal, desde su fundación en 2815 hasta el año 3150 (según lo publicado hasta 2021, aunque sigue avanzando; el estatus hace referencia a ese año) han existido los siguientes clanes:

### Clan Blood Spirit (Espíritu de Sangre)
Ideología y estatus: Cruzados, aniquilados
Llamado así por el esprit-de-corps que unía a los 800 guerreros originales de los Clanes, el Clan Espíritu de Sangre se convirtió irónicamente en el más aislacionista y amargado de los Clanes. Creían que los otros Clanes habían abandonado el camino trazado por Nicholas Kerensky, y los acontecimientos al principio de su historia, combinados con la falta de aliados, aseguraron que los Espíritus de Sangre permanecerían entre los Clanes más pequeños y débiles. Por lo tanto, los Espíritu de Sangre no participaron en la invasión de la Esfera Interior, y aunque sobrevivieron a las Guerras Reaving, la destrucción del Clan finalmente se produjo en 3084 a manos de su mayor enemigo, Clan Víbora Estelar.

### Clan Burrock
Ideología y estatus: Cruzados, absovidos y posteriormente aniquilados.
Fue uno de los veinte clanes originales fundados por Nicholas Kerensky, llamado así por un invertebrado endémico del planeta Dagda que podría tomar prestado a través de roca sólida. El Clan Burrock fue más conocido por su afiliación secreta con la Casta Oscura, una relación que se expuso en 3059 y condujo directamente a la Absorción de ese Clan por parte del Clan Star Adder. Varios ex Burrocks intentaron resucitar a su Clan dentro de los Mundos Tanitas durante las Guerras de Reaving; El último de estos reductos fueron aplastado en 3074.

### Clan Cloud Cobra (Cobra Nebulosa)
Ideología y estatus: Guardianes, Bastión tras 3075. Activo en los Planetas Natales.
El clan Cobra Nebulosa fue uno de los veinte clanes originales fundados por Nicholas Kerensky, llamado así por las cobras nebulosas encontradas en el planeta Arcadia. La orientación fuertemente religiosa del Clan y los claustros basados en la fe fueron el legado de su primer Khan, Windham Khatib, que había sido capellán en la Fuerza de Defensa de la Liga Estelar. También eran conocidos como uno de los clanes más tortuosos y astutos con talento para la política y la guerra.
Las Cobras Nebulosas participaron en la liberación de Babylon durante la Campaña del Pentágono, pero sufrieron grandes pérdidas, lo que inhibió su crecimiento posterior. El Clan fue uno de los primeros en comenzar el uso de la manipulación genética, creando un programa de eugenesia que sería copiado por los demás clanes y que se convertiría en el sinónimo de los Clanes hasta el día de hoy. Políticamente, las Cobras Nebulosas se convirtieron moderadamente en Guardianes en los años previos a la Operación Revival, aunque mantuvieron poco contacto con otros Clanes. Recusándose de las pruebas por un lugar en la invasión de la Esfera Interior, los Cobras optaron por cuidar su fuerza y lograron emerger de los caóticos eventos de los años 3060 y 70 como el segundo Clan más fuerte de los que sobrevivieron en los planetas natales. Para el 3090, las Cobras Nebulosas eran una potencia importante en los mundos de origen de los clanes y se dividieron equitativamente entre las nuevas filosofías que reemplazaron a las antiguas de Guardianes y Cruzados; Bastión y Agresores.

### Clan Coyote
Ideología y estatus: Guardianes, Bastión tras 3075. Activo en los Planetas Natales.
El Clan Coyote fue uno de los veinte clanes originales fundados por Nicholas Kerensky. Con orgullo toman como su animal tótem a los coyotes traídos con los exiliados de la Liga Estelar de Terra, que ahora se pueden encontrar en Tamaron y otros muchos mundos del Cúmulo Kerensky.
Forjado por Khan Dana Kufahl, un miembro del movimiento de resistencia anti-Amaris en Terra llamado "El espíritu del coyote", el Clan cultiva una tradición basada en el misticismo nativo americano, y fue el primero en practicar zellbrigen (duelos por combate uno a uno), mucho antes que el IlKhan Nicholas Kerensky codificara esta tradición. Su contribución más significativa y revolucionaria a la sociedad del clan fue posiblemente la introducción del OmniMech en 2854.
Tradicionalmente uno de los clanes más fuertes y el aliado más cercano del Clan Lobo, muchos eventos de finales del siglo treinta y treinta y uno han debilitado su posición. Considerado el más conservador de los Clanes de los Guardianes, habían conservado su punto de vista Guardian hasta bien entrada la era de la invasión de la esfera interior y más allá. Aunque recuperarían drásticamente gran parte de su fuerza en la última parte del siglo treinta y uno, gran parte de ella se debió a la influencia de la organización llamada la Sociedad y rápidamente se desgastaron en una táctica que los enfrentó al resto de los clanes. La influencia de la Sociedad y las subsiguientes acciones traidoras de muchos Coyotes le costarían muy caro al Clan cuando las Guerras de Reaving llegaron a su sangrienta conclusión, casi perdiendo la existencia misma de su Clan. Como resultado, los Coyotes enfrentarían circunstancias muy diferentes a las que habían conocido durante los siglos anteriores, siendo un Clan que ha pasado por el fuego de casi autodestruirse, y después de eso, a través de una profunda limpieza de su espíritu colectivo. Los Coyotes de la era posterior a Reaving esencialmente han renacido, tanto como Clan como como guerreros individuales. Al igual que su tótem, han sobrevivido para continuar su viaje mientras los Clanes entran en una nueva era.

### Clan Diamond Shark (Tiburón de Diamante)
Ideología y estatus: Guardianes, Renombrado como Clan Zorro Marino.
El Clan Tiburón de Diamante, originalmente llamado Clan Zorro Marino, fue uno de los primeros veinte clanes creados por Nicholas Kerensky. Su voluntad de cambiar su propio nombre ejemplificó la flexibilidad y el pensamiento progresista del Clan (era el único Clan que permitía el sufragio universal) y ayudó a convertirlo en uno de los más fuertes y ricos durante la historia de los Clanes. Conocidos burlonamente como el "Clan Mercader" por sus rivales, sin embargo, se enorgullecían de sus logros y sus contribuciones directas a la creación de los Clanes. El animal tótem original del Clan, el Zorro Marino, fue elegido por Kerensky por el honor que mostraba a su presa antes de atacar. Luego, el Clan tomó como su nuevo tótem el Tiburón Diamante, animal modificado genéticamente introducido en las aguas de Strana Mechty por un clan rival, que extinguió en aquellas aguas al Zorro Marino, como una señal de respeto a un depredador superior. Después de las Guerras de Reaving, los Tiburones serían abjurados del espacio del clan y partirían hacia la Esfera Interior. Más tarde tomarían parte durante la Jihad de la Pañabra de Blake, lucharían contra los blakistas y volverían a renombrar el Clan como Zorro Marino en 3100, tras los rumores de que su tótem original florecía en otros mundos.

### Clan Fire Mandrill (Mandril de Fuego)
Ideología y estatus: Cruzado, Extinguido.
El Clan Mandril de Fuego fue uno de los veinte clanes originales fundados por Nicholas Kerensky, llamado así por una especie de mandril modificado genéticamente introducida por la Liga Estelar en el Exilio en el planeta del Pentágono llamado Eden.
Desde sus primeros días, el Clan Mandril de Fuego imitó la naturaleza rebelde de su tótem, ya que las diferentes casas de sangre formaron Kindraa (Asociaciones de Vástagos) que chocaron repetidamente entre sí, así como con otros Clanes. Como resultado, los Mandriles siguieron siendo uno de los Clanes menos influyentes a lo largo de su historia. Aunque estaba clasificado como Clan Cruzado en el momento de la invasión de la Esfera Interior, varios Kindraa abrazaron los ideales de los Guardianes. Esta ruptura ideológica, además de las luchas internas crónicas de Kindraa, impidió que los Mandriles ganaran un lugar entre los Clanes Invasores, y siguieron siendo un jugador marginal en la política de los Clanes durante los turbulentos eventos de las décadas de 3050 y 3060. Los intentos de promover la unidad entre los Kindraa durante este período finalmente fracasaron, y durante las Guerras de Reaving el Clan Mandril de Fuego fue destruido poco a poco, siendo declarado oficialmente inexistente por el Gran Consejo en febrero de 3075.

### Clan Ghost Bear (Oso Fantasmal)
Ideología y estatus: Cruzados, Guardianes desde 3060, Activo en la Esfera Interior como Dominio del Osos Fantasma.
El Clan Oso Fantasmal es uno de los veinte clanes originales fundados por Nicholas Kerensky. Al igual que su animal tótem, el oso fantasma que se habita Strana Mechty, los miembros de este Clan son conocidos por su naturaleza conservadora y su fuerte sentido de familia. Entre los clanes más fuertes y más estables, su naturaleza cautelosa asegura que nunca se apresuren a una situación sin estar preparados, pero también los hace lentos para cambiar con su mantra no oficial que es "esperar y ver". Originalmente de mentalidad de los cruzados, fueron uno de los cuatro clanes originales que participaron en la invasión clan de la Esfera Interior en 3050, pero después de la batalla de Tukayyid su filosofía cambió hacia los guardianes, que anunciaron oficialmente en vísperas del Gran Rechazo que enfrentó a los cruzados con la Esfera Interior en 3060. Desde entonces, el Clan en secreto se trasladó a la Esfera Interior en gigantescas "Naves-Arca", donde cambiaron el nombre de su reino a Dominio del Oso Fantasma y cuando la relocalización estuvo completada lo comunicó al resto de los Clanes. 
Desde entonces comenzó un amplio proceso de apertura para con los habitantes de los planetas invadidos (República Libre de Rasalhague), nombrando Coronel Estelar de Ragnar Magnugson (heredero al trono de Rasalhague, príncipe electo in absentia  y antiguo guerrero Abtakha del clan del lobo) que llegó hasta el puesto de SaKhan, lo cual fue un factor importante para que Los Osos, fueran aceptados por los Rasalhjgianos.

### Clan Goliath Scorpion (Escorpión Goliat)
Ideología y estatus: Guardianes. Activo en la periferia profunda como Imperio del Escorpión.
El clan Escorpión Goliat fue uno de los veinte clanes originales fundados por Nicholas Kerensky, llamado así por los escorpión goliat encontrados en el planeta Babylon. Guardianes acérrimos, los Escorpiones Goliath valoran la precisión sobre la fuerza bruta, mientras creen firmemente en visiones y misiones. Toman Necrosia, una droga basada en el veneno del escorpión goliat, para ayudar en estas visiones. Este Clan creía en mirar al pasado para reconstruir la Liga Estelar, pieza por pieza, aunque su obsesión con este objetivo los cegaba a eventos externos en ocasiones. Los Escorpiones Goliath le proporcionaron al Clan Lobo los exoesqueletos de buceo en aguas profundas que sirvieron como los antecedente de la armadura de batalla moderna. Después de las Guerras de Reaving, fueron abjurados y expulsados del Espacio del Clan tras adoptar a miembros del grupo mercenario de la Caballería Ligera de Erinadi dentro del clan. Posteriormente conquistaron en 3080 los reinos rivales de la periferia profunda de Nueva Castilla y Califato omeya y los rebautizaron Escorpión Imperio y tras conquistar la Liga Hanseática en 3140 Imperio del Escorpión.

### Clan Hell's Horses (Caballos del Infierno)
Ideología y estatus: Mixta (guardián/cruzado). Activo en la Esfera Interior.
El Clan Caballos del Infierno es uno de los veinte clanes originales fundados por Nicholas Kerensky, llamado así por los Caballos del Infierno, un caballo carnívoro e incontrolablemente agresivo, modificado genéticamente desde el caballo original de Terra, y diseñado para sobrevivir en los desiertos de las tierras altas del planeta Circe. El Clan vive según el lema de que "el hombre es antes que la máquina", una filosofía que valora al soldado individual sobre cualquier herramienta de guerra que utilice. Si bien esta filosofía ha dado lugar a algunas prácticas de campo de batalla únicas entre los clanes, también impregna otros aspectos de Clan Caballos del Infierno, de modo que todos los miembros del clan son tratados como parte integral de un todo mayor, independientemente de su nacimiento. El Clan Caballos del Infierno también es famosos por crear lo que se convertiría en Elementales, la infantería de élite, genéticamente modificada que han formado una parte importante de la guerra de clanes desde su introducción.
A pesar de estar dirigido por cruzados, el Clan no participó en la Operación Revival, aunque luego logró asegurar varios mundos de la Esfera Interior durante la década de 3070. Como resultado de este éxodo y las Guerras de Reaving, Clan Caballos del Infierno fue dividido en dos, y los miembros del Clan que quedaron en los planetas natales se convirtieron en el Clan León de Piedra.
El Clan siguió siendo un poder menor desde los años posteriores a la Jihad de la Palabra de Blake hasta la década de 3130, cuando el ascenso de Malvina Hazen al frente del Clan Halcón de Jade y la migración del Clan Wolf hacia las profundidades de la Esfera Interior permitió a los Caballos del Infierno expandir su territorio y servir como aliados cada vez más reacios al Clan Halcón de Jade. Para el 3147, los caballos habían terminado su alianza con Hazen y habían afirmado su estatus como potencia independiente por derecho propio. 
Se caracteriza por el uso abundante de vehículos (tanques, vehículos de ruedas blindados y hovercraft) acompañando a los BattleMechs.

### Clan Ice Hellion (Heliones de Hielo)
Ideología y estatus: Cruzado. Absorbido por el clan Escorpión Goliat.
El Clan Heliones de Hielo fue uno de los veinte clanes originales fundados por Nicholas Kerensky, llamado así por el demonio de hielo encontrado en Héctor. Un clan ferozmente orgulloso y pendenciero, en la batalla favorecieron la velocidad sobre la fuerza bruta para ganar victorias, una doctrina de "blitzkrieg" fuertemente influenciada por su Khan fundador, Stephan Cage. Cruzados acérrimos, los Heliones de Hielo eran bastante tradicionales en su desconfianza hacia la casta mercantil y desprecio por los guerreros de nacimiento libre. Los sirvientes capturados en combate rara vez se convertían en guerreros abtakha, ya que la mayoría de los miembros del clan tenían dificultades para adaptarse a la filosofía de batalla esotérica de los Helliones que idealizaba la velocidad por encima de todo lo demás. Durante la Jihad de la Palabra de Blake, los Demonios de Hielo intentarían invadir la Esfera Interior, pero el ataque fallido dejó al clan disperso, dejando a algunos supervivientes para hacer incursiones contra el Dominio del Oso Fantasma hasta su destrucción, mientras que el grupo principal sería absorbido por el clan Escorpión Goliat.

### Clan Jade Falcon (Halcón de Jade)
Ideología y estatus: Cruzado. Activo en la Esfera Interior.
El Clan Halcón de Jade n es uno de los veinte clanes originales creados por Nicholas Kerensky. Recibió su nombre del Halcón de Jade, una mezcla genéticamente modificada de halcón peregrino y gerifalte, que la Khan Elizabeth Hazen, fundadora del Clan, fue la primera en domar. Un clan cruzado estrictamente tradicionalista y ardiente, los Halcones de Jade vieron durante mucho tiempo al Clan Lobo como su rival más odiado por su fuerza, posición ideológica y (sobre todo)por la posesión del codiciado nombre de sangre Kerensky. Los Halcones de Jade participaron en la invasión inicial de la Esfera Interior y se apoderaron de muchos mundos liranos de la Mancomunidad Federada. Fueron el primer clan en probar la derrota a manos de las fuerzas de la Esfera Interior, perdiendo en Twycross en 3050. 
Lograron un empate con los ComGuards en la Batalla de Tukayyid, más tarde planearon y conspiraron para deshacer la tregua resultante. Fueron casi destruidos por su Guerra de Rechazo contra los Lobos en la que intentaban destruir a los mismos, perdiendo muchos guerreros en la lucha y sus dos Khans en la politiquería posterior. Su nuevo Khan lanzó un ataque audaz en Coventry contra la Alianza Lirana y logró restaurar la fuerza de los Halcones de Jade al ganar la posesión de otras unidades cruzadas en las Pruebas de Cosecha. Los Halcones de Jade vencieron a los ComGuards durante el Gran Rechazo en Strana Mechty y luego empujaron al clan Vivora de Acero fuera de su Zona de Ocupación; después de eso, se apoderaron (y perdieron) varios mundos liranos más durante la Guerra Civil de la Mancomunidad Federada. Todavía miran a Terra y no han perdido la esperanza de reclamarla.

### Clan Jade Wolf (Lobo de Jade)
Ideología y estatus: Cruzado. Volvió a su antiguo nombre de Clan Lobo.
Existido brevemente después de la Guerra negativa entre los lobos y los Falcons de jade. El Clan Jade Wolf existió durante solo 19 días (14 de diciembre de 3057 - 2 de enero de 3058) antes de que Khan Vlad Ward rebautizara al Clan a su estado activo completo como el nuevo Clan Wolf después de matar al recién elegido ilKhan Elias Crichell

### Clan Mongoose (Mangosta)
Ideología y estatus: n/a. Absorbido por el Jaguar de Humo.
El planeta natal de Clan Mongoose de Shadow también fue donde se originó el animal tótem del clan. Adoptado del animal que mató a los peligrosos gusanos de veneno, que eran una gran amenaza para los humanos, y como tal se encargó de la mangosta al Clan. La Mangosta del Clan fue Absorbida por el Clan Jaguar de Humo en 2868.

### Clan Nova Cat (Gato Nova)
Ideología y estatus: Cruzado, Guardianes tras 3052. Aniquilado.
El Clan Gato Nova fue uno de los veinte clanes originales fundados por Nicholas Kerensky. Llamado así por el Gato Nova del planeta Dagda debido a su disposición alerta ante el peligro, el Clan era conocido por sus prácticas poco convencionales, incluido el uso de visiones místicas para guiar sus decisiones y el hecho de que un guerrero continue en activo a edades avanzadas. Originalmente, el Clan se unió a la causa de los Cruzados y se unió a la Invasión del Clan de la Esfera Interior, pero después de su derrota no solo cambiaron a la filosofía a la de los Guardianes, sino que debido a una de esas visiones, se unieron a la Esfera Interior para crear una Segunda Liga Estelar. Por sus acciones, el Clan fue abjurado por los otros Clanes y se vieron obligados a establecerse en mundos dentro del Condominio Draconis con la bendición del Coordinador. El Clan finalmente fue aniquilado por las fuerzas del Condominio después de apoyar una rebelión contra el Trono del Dragón. Un grupo disidente, los Spirit Cats y los refugiados supervivientes que huyeron al Protectorado del Clan son ahora todo lo que queda de los alguna vez poderosos Gatos Nova.

### Clan Sea Fox (Zorro Marino)
Véase Clan Diamond Shark.
Ideología y estatus: Guardián. Activo en la Esfera Interior.
Es el nombre original de Clan Tiburón de Diamante. El Clan Zorro Marino y Clan Cuervo de Nieve tuvieron un enfrentamiento, y en respuesta Clan Cuervo de Nieve creó el  mediante ingeniería genética el Tiburón de diamanta, un depredador diseñado exclusivamente para cazar y matar a los zorros marinos que vivían en los océanos de Strana Mechty. Después de que la mayoría de los zorros marinos habían sido cazados, el Clan Zorro Marino solicitó al Gran Consejo que cambiara su nombre a Clan Tiburón de Diamante. El Clan conservó varios zorros marinos y los colocó en otros mundos, donde florecieron. Como resultado, Clan Tiburón de Diamante cambió su nombre de nuevo a Clan Zorro Marino en3100. El Clan Tiburón de Diamante / Zorro Marino ha dependido en gran medida de su casta mercantil desde su inicio, dándoles más poder y libertad que la mayoría de los clanes. Aunque muchos creen que son débiles debido a sus actitudes democráticas hacia sus castas inferiores, los Tiburones Diamante mantuvieron uno de los Toumans más grandes y de élite entre los clanes. 
Después de la Jihad, los Tiburones Diamante fueron uno de los clanes obligados a trasladarse a la Esfera Interior. Con pocos mundos propios, el renacido Clan Zorro Marino es un Clan comerciante nómada que ahora reside casi por completo en gigantescas naves arca y naves mercante que deambulan por el espacio ocupado por los humanos.

### Clan Smoke Jaguar (Jaguar de Humo)
Ideología y estatus: Cruzado. Aniquilado en 3062, refundado en 3151.
Fue uno de los veinte clanes originales fundados por Nicholas Kerensky. Los miembros del Clan Smoke Jaguar se enorgullecían de su homónimo, un depredador descendiente del jaguar terrano cuyos genes fueron alterados en el laboratorio para permitirle sobrevivir en un ambiente más hostil y luego importados a Strana Mechty. Los Jaguares del Humo imitaron su homónimo casi como una falla, creyendo que el reverenciado fundador de los Clanes modeló a toda la sociedad del Clan en su animal tótem, basando esta afirmación en una entrada del diario de Kerensky que citaron a menudo en segundo lugar después de The Remembrance.
Desde su inicio, los Jaguares de Humo ganaron una merecida reputación por su ferocidad intransigente hacia sus enemigos, especialmente durante la Operación Klondike y más tarde al aplastar la Revuelta de Londerholm. Un defensor temprano y ferviente de la filosofía de los cruzados, los Jaguares de Humo fueron uno de los cuatro clanes originales que participaron en la Operación REVIVAL, el intento de conquista de la Esfera Interior por parte de los Clanes. Derrotados durante la batalla crucial de Tukayyid, los Jaguars fueron finalmente destruidos por la renacida Liga Estelar durante la Operación BULLDOG y la Operación SERPIENTE. El Clan también fue responsable de la creación de ProtoMechs, que se extendió rápidamente entre los otros clanes durante las Guerras de Posesión
Unos pocos guerreros Jaguares, formaron la organización fidelis, que acogió en poco tiempo a los supervivientes del clan, quedando bajo juramento al servicio de la República de la Esfera. Después de ser liberados por la República de la Esfera, los Fidelis revelaron sus orígenes como Jaguares de humo al Khan Alaric de los lobos, el anciano Custodio al frente de los Fidelis, Paul Moon, llegó a un acuerdo con el Khan Ward que permitiría el eventual renacimiento del Clan Jaguar de Humo en la ascensión del Clan Wolf a ilClan. Tras la victoria total del Clan Lobo sobre las fuerzas del Clan Halcón de Jade en el juicio de IlClan, el Khan Ward cumplió su acuerdo, y los Jaguares de Humo nacieron de nuevo como clan.

### Clan Snow Raven (Cuervo de Nieve)
Ideología y estatus: Guardines. Activo en la Periferia como Alianza Cuervo.
El Clan Cuervo de Nieve fue fundado por Stephen McKenna (un pariente lejano del famoso James McKenna que provenía de la Hegemonía Terran). Los Cuervos de Nieve son un clan complicado que ha tomado un camino único, debido a varias catástrofes en su historia temprana. Famoso por su uso intensivo de recursos navales (naves de guerra espacial), así como por su naturaleza intrigante y eficiente, el Clan Cuervo de Nieve, a pesar de ser desconfiado e incomprendido por otros clanes, finalmente llegó al poder en los años posteriores a la Invasión de la Esfera Interior por los Clanes. Durante la Jihad de la Palabra de Blake, los Cuervos de Nieve dejarían el espacio de los clanes y entrarían en guerra con el Condominio Draconis. Más tarde se unirían a los clanes restantes de la Esfera Interior para formar el Consejo de los Seis tras su abjuración de los Mundos Natales de los Clanes. Desarrollarían una relación cercana con el estado de la periferia de la Alianza de los Mundos Exteriores y, al final de la Jihad, las dos facciones se fusionarían para convertirse en la Alianza Cuervo.

### Clan Star Adder (Víbora Estelar)
Ideología y estatus: Cruzados, Bastión tras 3075. Activo en los planetas natales.
Uno de los veinte clanes originales creados por Nicholas Kerensky, El Clan Star Adder fue conocido durante mucho tiempo por su practicidad y deseo de unidad. Al igual que su homónimo, la víbora estelar de Arcadia, los guerreros de este Clan se veían a sí mismos como cazadores perfectos, libres de distracciones corruptas. Por esta razón, en gran medida se mantuvieron alejados de la política de los Clanes, aunque se unieron a la facción de los Cruzados para pedir el regreso a la Esfera Interior. Si bien los Víboras Estelares no participaron en la invasión, después de la Absorción del clan Burrock se convirtieron rápidamente en uno de los clanes de los planetas natales más grandes y poderosos. En el Gran Rechazo lograron una de las pocas victorias de los Clanes y expandieron sus ya considerables posesiones durante las Guerras de Posesión. Aunque las Guerras Reaving fueron muy destructivas para los mundos natales, los Víboras Estelares pudieron capear la tormenta de fuego y emerger en una sólida posición de liderazgo entre los sobrevivientes.

### Clan Steel Viper (Víbora de Acero)
Ideología y estatus: Mixta (Cruzados/Guardianes), Aniquilado.
El Clan Víbora de Acero fue uno de los veinte clanes originales fundados por Nicholas Kerensky, llamado así por las Víboras de Acero encontradas en el planteta Babylon. Sus comienzos estuvieron marcados por la traición debido a las acciones de su fundador, ahora conocido simplemente como el Khan Traidor, y durante mucho tiempo otros clanes los consideraron egoístas. Sin embargo, las Víboras de Acero eventualmente encontrarían su vocación al abrazar la recreación de la Liga Estelar, no a través de la conquista, sino de la cooperación con la Esfera Interior. A pesar de esta filosofía decididamente de los Guardianes, muchos guerreros dentro del Clan se aferran al punto de vista de los Cruzados, y los Víboras de Acero participaron en la Invasión del Clan inicialmente como fuerza de reserva. Mientras capturaban muchos mundos de la Esfera Interior, los Víboras de Acero finalmente fueron empujados de regreso al espacio del Clan por su rival, el Clan Halcón de Jade. Bajo Brett Andrews, el clan jugó un papel importante en el inicio y la conducción de las Guerras Reaving, pero al final fueron aniquilados por los otros clanes cuando el lenguaje Reaving se volvió en su contra.

### Clan Stone Lion (León de Piedra)
Ideología y estatus: Bastión tras 3075. Activo en los planetas natales.
Nombrado por el felino que habita en las montañas del norte de Tokasha, el Clan León de Piedra fue creado a partir de los miembros que quedaron en los planetas natales de los clanes del Clan Caballos del Infierno después de la Abjuración de aquellos que quedaron en la Esfera Interior en 3075.

### Clan Widowmaker (Hacedores de Viudas)
Ideología y estatus: n/a, Absorbido por el Clan Lobo
Fue uno de los veinte clanes originales. Su mundo natal era Roche, establecido en 2812. Conocido como un Clan extremadamente agresivo, tenían una historia relativamente corta antes de su Absorción por el Clan Wolf.

### Clan Wolf (Lobo)
Ideología y estatus: Cruzados, Activo en la Esfera Interior como Imperio del Lobo. IlClan
El Clan Lobo, desde 3142 Imperio del Lobos, no solo fue uno de los veinte clanes originales fundados por Nicholas Kerensky, sino que también se le otorgó el honor de llevar el nombre de Kerensky y su legado genético. Este estado como cuidador del nombre de sangre Kerensky también sirvió como fuente de conflicto con otros clanes, especialmente el Clan Halcón de Jade, que se sintió menospreciado por la decisión del IlKhan. Llamado así por los enormes lobos de Strana Mechty, que crecen casi el doble del tamaño de sus antepasados en Terra, el Clan Lobo ha sido una fuerza dominante en los clanes desde su creación. Responsable de la aniquilación del clan Wolverine y la absorción del clan Widowmaker, Clan Wolf también fue instrumental en el desarrollo de la armadura de combate que utilizan  los enormes elementales. Aunque el cla Lobo era el líder de la facción Guardian en el Gran Consejo, él se vio obligado a participar en la Invasión de los Clanes a la Esfera Interior, donde procedieron a eclipsar a todos los demás Clanes en la cantidad de mundos conquistados. El Clan Lobo fue casi destruido por su odiado enemigo, los Halcones de Jade en la Guerra de Rechazo que siguió, pero aunque el Clan sobrevivió, se dividió en dos: un Clan Lobo con mentalidad cruzada y un Clan Lobo en el exilio con mentalidad guardián.
En los años que siguieron a esta división, el Clan Lobo reconstruyó su fuerza, pero sufrió severamente durante Jihad de la Palabra de Blake, incluso cuando fue expulsado de los Mundos del Clan y el clan Caballos del Infierno instauraron su propia Zona de Ocupación en el territorio central de los Lobos. Dos generaciones de relativa paz permitieron al Clan Lobo recuperarse de estos reveses, de modo que cuando se desencadenó el Apagón de la red GHP y una nueva ronda de guerras y caos, el Clan pudo llevar a cabo una migración masiva desde su Zona de Ocupación hasta la Esfera Interior. El Clan Lobo conquistó más de sesenta mundos de la Mancomunidad de Lira y de la renacida Liga de los Mundos Libres antes de proclamarse como el Imperio del Lobo el 1 de enero de 3142. Para el 3145, el Imperio del Lobo estaba listo para atacar el territorio restante de la República de la Esfera en un esfuerzo para apoderarse de Terra. Bajo el liderazgo de Alaric Ward, los Lobos reclamarían con éxito el título de ilClan al conquistar Terra y se reunirían con el Clan Lobo en el Exilio en 3151.

### Clan Wolf-in-Exile (Lobo en el Exilio)
Ideología y estatus: Guardianes, Se reunifica con el Clan Lobo.
Es una facción astillada del Clan Wolf original, uno de los veinte clanes creados por Nicholas Kerensky. Nacidos de la destrucción del Clan Wolf original en la Guerra de la Negación, los Lobos en el Exilio continuaron manteniendo las tradiciones Warden de sus antepasados bajo el liderazgo de Khan Phelan Kell al unirse a la Esfera Interior. A pesar de ser abjurados por los otros clanes y considerados bandidos por ellos, los exiliados continúan manteniendo su reclamo por el nombre del lobo y defienden su interpretación de la forma de vida del clan. Tras la victoria del Clan Lobo en 3151, los exiliados se integraron con éxito en el redil del Clan Lobo, reunificando al clan fracturado.

### Clan Wolverine (Glotón)
Ideología y estatus: n/a, Aniquilado.
Uno de los veinte clanes originales, Clan Wolverine fue aniquilado en los años posteriores a la Operación KLONDIKE, oficialmente por haber detonado dispositivos nucleares para destruir un depósito genético del Clan Cuervo de Nieve y por oponerse a Nicholas Kerensky y los clanes en su conjunto. (La historia real es completamente diferente, pero esto no se conoce dentro del universo BattleTech).
Posteriormente, los clanes hicieron todo lo posible para purgar al clan Wolverine de su historia. Se refieren al antiguo Clan Wolverine solo como el "Clan sin nombre". En lugar de nombrar "IIC" a la evolución del BattleMech Wolverine (Wolverine IIC), pasó a llamarse Conjurer (nombrado Hellhound por la Esfera interior). Más de doscientos años después de la aniquilación del Clan Wolverine, la mera comparación de un guerrero del Clan con un animal identificado como wolverine, en una situación completamente impensable. Para una persona no acostumbrada a la sociedad del Clan, todavía se consideraba impactante que un insulto como ese pueda provocar una violento respuesta.

## Cultura
Los Clanes son una auténtica rareza. 300 años de separación con respecto al resto de la esfera Interior han transformado a los descendientes del ejército de la Liga Estelar que "huyó" de la Esfera Interior en un pueblo con unas costumbres casi alienígenas comparadas con las del resto de la humanidad. En principio organizados en 20 Clanes, para cuando se inicia la invasión de la Esfera Interior algunos han caído en desgracia, han sido destruidos y/o absorbidos por otros.

### Sistema por castas
La sociedad de los Clanes está muy estratificada y se divide en varias castas de las que es muy difícil salir, sobre todo avanzar: 
Están los Guerreros, divididos en Biennacidos y Librenacidos, que controlan el Clan.
Los primeros son los que realmente lo controlan y son los guerreros genéticamente superiores, Mechwarriors, Aeropilotos y Elementales, que no nacen de forma natural, sino en "cubas" artificiales. Su entrenamiento es un infierno y exclusivamente se dedican a la guerra. Su fin es morir en combate de forma honorable y heroica para que sus genes pasen a la siguiente generación. 
Los Librenacidos son gente nacida de forma natural, que tras haber mostrado su habilidad, asciende a la casta de los guerreros, si bien, esto no sucede en todos los clanes, y dependiendo del Clan tienen unos u otros derechos pero en general se les ve como a inferiores. 
-Casta de los Científicos: Muy respetados porque entre otros menesteres controlan el programa genético de cada Clan y los avances en armamento, sistemas y medicina. 
-Casta de los Técnicos: Son los que mantienen todo el equipo tecnológico del Clan, desde computadoras al armamento. 
-Casta de los Comerciantes, su misión es mantener abastecido al clan de todo aquello que necesiten, especialmente, para la guerra. 
-Casta Trabajadora: Ni que decir tiene que la inmensa mayoría de la población pertenece a esta casta. 
-Casta Oscura: Oficialmente no existen pero todos los que no cuajan en esta sociedad, rebeldes, guerreros caídos en desgracia, etc, que huyen del sistema y son perseguidos sistemáticamente por la clase dominante. 

### Psicología
Los Clanes (en especial los cruzados) ven a los habitantes de la Esfera Interior como bárbaros que ensucian el paraíso de la Liga estelar, a la que veneran como si fuera la panacea que arregla todos los males. Su propósito es llegar a la Tierra y reinstaurar la Liga Estelar y el Clan que lo logre será el IlClan, el Clan de Clanes. Para ellos, los Clanes son honestos, nobles, los verdaderos descendientes de la Liga Estelar, mientras que los habitantes de la Esfera Interior son corruptos, mentirosos y falsos. Otra cosa seguida por casi todos es la Senda del Honor, parecido al bushido japonés, que por otro lado les ayuda a justificar sus acciones. 
Los rituales y tradiciones de los Clanes son extraños también, la esfera Interior se vio sorprendida al ver que los Clanes en lugar de atacar directamente pedían un informe de las fuerzas que defienden el planeta que querían invadir. Después, los oficiales del Clan envidan para tratar de atacar con el MENOR número posible, lo cual les traerá un gran honor. Por supuesto, la esfera Interior ha aprendido triquiñuelas contra ellos para reducir la diferencia tecnológica y de mejores soldados y algunos Clanes han aprendido a contrarrestarlas...pero otros no. 
Hay muchas pruebas y ritos extraños en los Clanes pero casi todo tiene que ver con enfrentamientos para resolver asuntos de honor, posesiones requeridas, ascensos,... 
También hay asuntos morales y sociales, sobre todo en lo referente al amor y el sexo. Los clanes no ven el sexo como una cosa íntima en una relación sino como algo normal y natural en una amistad. "Aparearse" (como dicen los Clanes) con amigos/as es normal en el día a día, por lo que el concepto de fidelidad sexual es algo extraño para los Clanes, sobre todo para los guerreros. Aun así, algunos "sucumben" al amor y mantienen relaciones con una sola persona.
De los 20 Clanes originales, tres fueron absorbidos a través de Juicios decididos por el Gran Consejo de los Clanes, dos fueron aniquilados (uno por los propios Clanes, el otro por la resurgida Liga Estelar), uno se ha fracturado en dos y una parte vive en la Esfera Interior. El último ha sido expulsado por los Clanes al unirse a la Liga Estelar... 
Los Clanes pueden dividirse en dos: Cruzados y Guardianes, según sus ideales. Los Cruzados quieren devolver el esplendor de la Liga Estelar en la Esfera Interior a sangre y fuego, a través de la conquista, mientras que los guardianes, aunque también belicosos, prefieren volver a la Esfera Interior como protectores (aunque al final disparan igual...) 
No todos los clanes viajaron en el 3049 para comenzar la invasión, se hizo una selección y solo los más aptos fueron al asalto. Los mundos natales de los Clanes (El núcleo estelar Kerensky y los mundos del pentágono) están a unos 700 años luz del límite exterior de la Esfera Interior

## Rangos

### Guerrero
Cualquier miembro del touman sin mando

### Comandante de punto
El comandante de punto, manda sobre:
.- Un battlemech
.- dos aerocazas
.- cinco elementales
.- dos vehículos convencionales (tanques, NADV, hovercraft...)
.- Una compañía de infantería convencional (muy rara en los clanes)

### Comandante estelar
Manda sobre una estrella, que son 5 puntos

### Capitán estelar
Manda sober una Binaria - Trinaria, es decir, de dos a tres estrellas.

### Coronel estelar
Manda sobre un núcleo estelar, de 3 a 5 binarias / trinarias

### Comandante Galáctico
Con mando sobre una galaxia, de 3 a 5 núcleos

### SaKhan
También llamado Khan Joven, es el segundo mando más importante de cada Clan con mando directo sobre su Kheshik secundario.

### Khan
También llamado Khan senior, al mando de todo el clan, con mando directo sobre su Kheshik principal.

### IlKhan
Khan de Khanes, se elige únicamente en tiempos de crisis, no tiene mando directo sobre los clanes, y es más una figura de intermediación y coordinación entre los clanes

## Lenguaje
El idioma oficial de los clanes, es el inglés, sin usar contracciones (así, no dirían jamás It's..., sino que usarían It is...), además, tienen una gran variedad de términos e insultos propios, así mismo, algunas palabras y/o términos, cambian de significado, o adquieren otros nuevos. Lo que siguen es un pequeño compendio de los más comunes:

### A
Abtakha
Un guerrero capturado que ha probado su lealtad al nuevo Clan, con lo cual ha sido adoptado por este como guerrero, consiguiendo todos los derechos de un guerrero normal.

### B
bim máster (legión séptima)
También llamado conquistador de reyes tras la abolición de una raza completa después de combatir contra 6 jefes de las 7 tribus ahora conocida como la BIM (grupo master clan) hasta ahora se desconoce su verdadera identidad a causa de su fuerza para regenerarse y renacer.
Batchall (pronunciado "Batkal")
El ritual con el que los guerreros de los Clanes lanzan retos de combate. Normalmente comienza con el retador identificándose a sí mismo e indicando sobre qué es lanzado su reto, esperando que el retado indique las fuerzas con las que se defenderá. Después del reto se envidarán las fuerzas con las que el retador atacará.
El defensor o defensores pueden reclamar que el lanzador del Batchall arriesgue algo de valor comparable al motivo del reto.
Biennacido
El producto del Programa Eugénico de la Casta de los Guerreros.
Binaria
Unidad militar de los Clanes que se compone de dos Estrellas y equivale aproximadamente a una compañía de la esfera interior, Está comandada por una Capitán Estelar.
Bonsref
Tradición de los Clanes que permite al dueño de un siervo matarle en combate singular. Normalmente el siervo no lucha y acepta la muerte a manos de su señor.

### C
Canister
Jerga de los Clanes que se refiere al Programa Eugénico de la casta de los Guerreros. También se refiere, específicamente, a los miembros artificiales.
Castas
La sociedad de los Clanes está dividida de forma rígida en cinco castas oficiales: Guerreros, Científicos, Comerciantes, Técnicos y Productores o Trabajadores. Existe una sexta casta, la de los Bandidos, no oficial.
Cada Casta tiene numerosas sub-castas, que se basan en las distintas especialidades dentro del ámbito profesional.
La Casta de los Guerreros se basa en un Programa Eugénico sistemático que utiliza genes de guerreros prestigiosos para producir nuevos miembros de la Casta. El resto de las Castas mantiene una reserva genética de calidad mediante matrimonios estratégicos dentro de cada casta.
Aunque lo normal es que un miembro de los Clanes permanezca en la casta en la cual ha nacido, si demuestra aptitudes podría terminar destinado en otra casta.
Chalcas
Cualquiera que pone en duda el sistema de castas de los Clanes.
Círculo de Iguales
El área donde se desarrolla un Juicio. Puede variar de un radio de unos pocos metros para enfrentamientos personales, hasta decenas de miles de kilómetros para enfrentamientos con naves de guerra.
Códex
El registro personal de cada guerrero de los Clanes. Incluye los nombres de los guerreros iniciales del nombre de sangre de los que desciende el guerrero. También registra la información de trasfondo como el número de generación del guerrero, la Casa de Sangre, y el identificador de códex: un código alfanumérico que indique los aspectos exclusivos del ADN de esa persona.
El códex también contiene un registro de la carrera militar del guerrero. Muchos guerreros de los Clanes llevan su códex como una especie de brazalete.
Códex Maestro
Es el archivo principal del Sistema eugénico de los Clanes. El Códex Maestro contiene copias de todos los mapas de ADN y el nombre de códex de cada guerrero nacido a lo largo de los siglos.
Contrato
Un acuerdo entre los comandantes de dos unidades por el cual el comandante de una de las unidades, puede incluir miembros de la otra unidad en sus envites por los derechos de luchar en un Juicio.
Cruzado
División interna de los Clanes, junto con Guardián. Los cruzados ven a los que quedaron en la Esfera Interior como bárbaros e inferiores, defendiendo la tesis de instaurar la antigua Liga Estelar en la Esfera Interior por medio de la Fuerza Militar. Los cruzados también ven con malos ojos a los librenacidos de su propio Clan.

### D
Derecho de Sangre
Una línea especifica de un Nombre de Sangre. Veinticinco Derechos de Sangre están relacionados con cada Nombre de Sangre. Un Derecho de Sangre no es una línea por sí mismo, porque los guerreros que sucesivamente poseen un Derecho de Sangre pueden estar únicamente relacionados por su antecesor original. Como pasa con los Nombres de Sangre, ciertos Derechos de Sangre son más prestigiosos que otros, dependiendo en gran medida por la Herencia de Sangre.
Dezgra
Una unidad de combate que se deshonra a sí misma es considerada una unidad Dezgra. También se refiere al ritual por el cual una unidad es marcada y castigada. 
Cualquier unidad que rechaza unas órdenes, huye al enfrentarse al enemigo, o efectúa acciones deshonrosas, cae en desgracia. Los guerreros de esa unidad tienen dos opciones: ejecución inmediata o la Dezgra, o "Expulsión Deshonrosa".
Normalmente los que eligen la Dezgra son abandonados en mundos difícilmente habitables, para que sobrevivan o mueran por sí mismos. Después de cinco años, los que sobrevivieron pueden regresar, pero sin garantías de ser aceptados nuevamente en la sociedad. 
La Ley de los Clanes, exige que todas las unidades Dezgra eliminen todas las marcas de los Clanes, de sus armas y uniformes, y que porten lo que los historiadores llaman, el estandarte de la Casa de Amaris.

### E
Elemental
Los Elementales son la infantería de élite de los Clanes, ataviada con armaduras de combate. Estos hombres y mujeres son gigantes, de alrededor de dos metros y medio, criados específicamente para manejar la armadura de combate creada por los Clanes.
Estrella
Unidad militar de los Clanes compuesta por cinco Puntos equivalente a una Lanza de la Esfera Interior. Comandada por un Comandante Estelar.

### F
Fundador, El
Así se refieren los miembros de los Clanes a Nicholas Kerensky, quien concibió y organizó el sistema conocido como Clanes.

### G
Galaxia
Unidad militar de los Clanes compuesta de tres a cinco Núcleos Estelares, equivalente al Regimiento en la Esfera Interior. Está comandada por un Comandante Galáctico.
Giftake
La muestra de ADN tomada de un guerrero muerto. El Giftake está considerado como la mejor muestra de ADN de un guerrero, de la cual hay mayores posibilidades de obtener guerreros mejorados.
Gran Padre, El
Aleksandr Kerensky, padre de Nicholas Kerensky, y artífice del Éxodo de las Fuerzas de Defensa de la Liga Estelar.
Guardián
Facción interna de los clanes, contraria a los Cruzados. Los Guardianes creen que los Clanes deben ser los defensores y protectores de la Esfera Interior ante cualquier amenaza exterior. Están en contra de regresar como invasores a la Esfera Interior.

### H
Hégira
Algunas veces, los Guerreros Vencedores de los Clanes ofrecen la cortesía de la hégira a sus rivales derrotados. La Hégira permite al oponente a retirarse honorablemente del campo, sin coste o combates adicionales.
Herencia de Sangre
La historia de los Guerreros con Nombre de Sangre de una línea de sangre particular.
Honguard
Término utilizado para nombrar a los que forman la Guardia de Honor que escolta un Giftake al archivo genético.

### I
Inquisidor
Un Inquisidor es nombrado para seguir el desarrollo de un Juicio legal.
Isorla
Los restos de una batalla, que los guerreros pueden reclamar como suyos, incluidos los siervos.

### J
Juicio de Abjuración
Cuando un problema con una casta o Clan no puede ser resuelto de ninguna manera, el elemento problemático puede ser expulsado de la sociedad de los Clanes por medio de un Juicio de Abjuración. El objetivo del Juicio es desposeído del rango y casta, lo que le sitúa fuera de las Leyes de los Clanes y, normalmente, se le expulsa del territorio de los Clanes. En el caso de los guerreros su material genético es eliminado del archivo genético, y miembros de los clanes no deben mencionar el nombre del Clan o persona abjurada. Este juicio puede ser respondido ante un Consejo del Clan que corresponda, o incluso ante el Gran Consejo. 
Juicio de Agravio
Cuando dos guerreros no pueden solucionar una disputa por sí mismos o con ayuda de sus superiores, las partes pueden pedir un Juicio de Agravio. Se define un Círculo de Iguales, donde nadie más que los contrincantes pueden entrar, excepto que sea invitado a hacerlo. Salir del Círculo de Iguales antes de la terminación del combate se considera una derrota vergonzosa. Estos Juicios pueden continuar hasta la muerte, pero generalmente finalizan antes de que uno de los contrincantes muera.
Juicio de Aniquilación
Este juicio es el máximo castigo en la sociedad de los Clanes, e implora por la destrucción total de los acusados. Se requiere el voto unánime del Gran Consejo, y solo se recurre a él para los crímenes más malvados. Se puede realizar contra individuos, unidades e incluso contra clanes enteros. Los objetivos de este Juicio deben ser aniquilados y sus posesiones y todo lo relacionado es destruido. Los miembros de los Clanes no podrán pronunciar el nombre de aquel que haya sufrido un Juicio de Aniquilación.
Juicio de Derecho de Sangre
Es una serie de combates individuales por eliminación que determina quién gana el derecho a utilizar un Nombre de Sangre. Cada guerrero con Nombre de Sangre de ese Linaje presenta a un candidato. El líder de cada Linaje nombra candidatos adicionales hasta ocupar treinta y un puestos. Por el puesto trigésimo segundo luchan en combate todos contra todos los que considerándose cualificados para aspirar al Nombre de Sangre no han sido presentados como candidatos.
La naturaleza del combate está determinada por el "procedimiento de las monedas".Cada combatiente coloca su medallón personal, el dogids, en el "Pozo de la Decisión", El Señor del Juramento o Señor de la Sabiduría suelta ambas monedas simultáneamente, de manera que solo la suerte determina cuál es la moneda que llega primero al fondo del pozo. El guerrero cuya moneda queda por encima elige la forma de combate (aumentado o con los puños). El otro guerrero elige el lugar del combate. Aunque no es preciso que estos duelos acaben con la muerte, la intensidad del combate deja a menudo al candidato perdedor mortalmente herido o muerto.
Juicio de Posesión
Este Juicio se instaura para determinar una disputa sobre la posesión de algo. Se recurre al Batchall para minimizar las pérdidas por ambas partes.
Juicio de Posición
El Juicio de Posición determina si el candidato tiene las cualidades para ser guerrero de los Clanes. Para clasificarse deberá derrotar por lo menos a uno de tres contrincantes sucesivos. Si derrota a dos o a los tres, alcanza inmediatamente el rango de oficial en el Clan. Si no consigue derrotar a ninguno de sus adversarios, es degradado a una casta inferior.
Juicio de Rechazo
Los consejos de clan y el Gran Consejo votan sobre asuntos y leyes que afectan a toda la comunidad. A diferencia de la legislación de la Esfera Interior, cualquier decisión puede ser desafiada y revocada por un Juicio de Rechazo. Este Juicio permite al bando perdedor exigir que el asunto sea resuelto en combate.
Las fuerzas utilizadas en el Juicio de Rechazo son determinadas por prorrata. La facción que rechaza la decisión declara cuáles son las fuerzas que utilizará. El bando que defiende la decisión (el atacante) puede utilizar una fuerza equivalente a la proporción de los votos ganadores de la votación frente a los perdedores. Por ejemplo, si el voto cuestionado venció por un margen de tres a uno, la fuerza atacante puede ser de un tamaño tres veces superior al de la fuerza que desafía la decisión. No obstante, los envites generalmente dan como resultado una fuerza atacante más pequeña.

### K
Keshik
Así se llama a lo que en realidad es una mezcla de guardaespaldas y unidad de mando de un Clan. Nominalmente un Khan o saKhan comanda una Keshik, aunque en realidad suele ser un Coronel Estelar el que lleva el día-a-día de la unidad. La Keshik puede estar constituida desde una Trinaría a un Núcleo completo.
Khan (kaKhan, saKhan)
Cada clan elige a dos líderes o Khanes. Uno actúa como comandante en jefe militar del clan y administrador burocrático. La posición del segundo Khan (o saKhan) no está tan definida. Es el segundo en el mando y realiza las tareas asignadas por el primer Khan. En tiempos de graves amenazas internas o externas, o cuando se requiere un esfuerzo coordinado de todos los Clanes, se elige a un ilKhan para actuar como gobernante supremo de los Clanes.
Kuraltai
Este es el Consejo de Guerra de un Clan. El Gran Kuraltai es el consejo de Guerra de todos los Khanes de los Clanes. Aparentemente, un Gran Kurultai puede ser invocado por el ilKhan en cualquier lugar y momento. Un Gran Consejo, por otro lado, puede ser convocado por la petición de tres o más clanes, y debe ser celebrado en la Sala de los Khanes en Strana Mechty.

### L
Librenacido
Individuo concebido y nacido por medios naturales. Dado que los Clanes valoran tanto su Programa Eugénico, automáticamente consideran que un librenacido tiene escasa capacidad.
También es usado como epíteto por los miembros biennacidos de la Casta de los Guerreros de los Clanes, habitualmente para expresar disgusto o frustración. Si un guerrero biennacido hace alusión a otro con la palabra librenacido, es un insulto gravísimo.
Liga Estelar
La Liga Estelar fue formada en 2571 en un intento de establecer una alianza pacífica entre los principales imperios estelares del espacio conocido por la humanidad, denominado Esfera Interior. La Liga prosperó durante casi doscientos años, hasta que se desencadenó la guerra civil en 2751. Finalmente, la Liga fue destruida cuando el órgano de gobierno, conocido como el Alto Consejo, fue disuelto en medio de una lucha de poder. Cada uno de los líderes de las Grandes Casas se declaró Primer Señor de la Liga Estelar y, al cabo de unos meses, la guerra se extendió por toda la Esfera Interior. Este conflicto continúa hasta el presente, casi tres siglos después. A esta era de continuas guerras se la denomina de las Guerras de Sucesión.
Límite Inferior
La fuerza mínima necesaria para ganar un Juicio por el que se está envidando. Apostantes que empujan a su oponente a realizar envites por debajo del Límite Inferior son considerados muy diestros. Comandantes que ganan con una fuerza menor al Límite Inferior ganan un gran respeto.

### N
Nombre de Sangre
Los Clanes tienen aproximadamente 760 Nombres de Sangre. Son los apellidos de los 800 guerreros que permanecieron con Nicholas Kerensky durante la Guerra Civil del Éxodo. Estos Guerreros fueron los primeros que contribuyeron al complejo Programa Eugénico mediante el cual los Clanes crean a su Casta de Guerreros de élite en cada generación. Un guerrero solo se gana el derecho a ostentar uno de estos apellidos si triunfa en una serie de terribles competiciones conocidas como el Juicio del Derecho de Sangre; solo se permite que veinticinco guerreros ostenten un mismo Nombre de Sangre al mismo tiempo.
En el momento en que uno de esos veinticinco guerreros con Nombre de Sangre muere, se celebra un Juicio para determinar quién adoptará el nombre vacante. Un contendiente debe demostrar su linaje de Nombre de Sangre y ganar el Juicio del Derecho de Sangre frente a otros contendientes.
Solamente los guerreros que poseen Nombres de Sangre pueden sentarse en los Consejos de los Clanes o bien ser elegidos para ser Khan o ilKhan. Los Nombres de Sangre de los Clanes se determinan por la línea matrilineal, por lo menos después de la primera generación. Dado que un guerrero puede heredarlo únicamente de su madre, solamente puede reclamar la pertenencia a un Nombre de Sangre. Cuarenta de los 800 Nombres de Sangre fueron eliminados cuando uno de los Clanes fue aniquilado por haber cometido un horrendo crimen contra los Clanes en su conjunto.
Nova
Unidad de los Clanes compuesta por una Estrella de OmniMechs y una Estrella de Elementales. Está comandada por un Comandante de Nova.
Núcleo Estelar
Unidad militar de los Clanes que se compone de tres a cinco Binarias, Trinarías o Supernovas, y equivale aproximadamente a un Batallón de la Esfera Interior.

### O
OvKhan
Un término de respeto que se tiene hacia alguien de mayor rango.

### P
Powless
La vulnerabilidad que un guerrero, particularmente un Elemental, siente cuando es forzado a luchar sin sus armas habituales.
Punto
Unidad militar de los Clanes que se compone de un BattleMech, dos cazas, dos vehículos blindados o cinco Elementales.

### Q
Quiaf/Quineg
Estas expresiones que utilizan los Clanes se colocan al final de las preguntas retóricas. En el caso de que se espere una respuesta afirmativa, se utiliza la palabra quiaf. Si el hablante espera una respuesta negativa, quineg es el cierre adecuado de la frase.

### R
Ransom
Una costumbre de los clanes dice que un guerrero que ha tenido éxito en su Juicio de Derecho de Sangre, puede ser recompensado con un regalo por el Clan. Dependiendo del grado de éxito del guerrero en el Juicio, la recompensa puede variar ostensiblemente.
Recuerdo, El
El Recuerdo es una saga heroica que se ha ido escribiendo a lo largo del tiempo y que detalla la historia de los Clanes desde los tiempos del Éxodo de la Esfera Interior hasta el presente. El Recuerdo se amplía constantemente para incluir sucesos contemporáneos. Cada clan tiene una versión ligeramente distinta que refleja sus opiniones y experiencias. Todos los guerreros de los Clanes son capaces de citar de memoria versos enteros de esta maravillosa epopeya y es habitual ver pasajes pintados en la superficie de OmniMechs, cazas e incluso armaduras de combate.
Rede
Una de las innumerables formas en que el honor aparece en los Clanes. Una Rede es una promesa de lazo de honor. Romper una rede puede ser castigado con la muerte.
Ristar
Este término se refiere a un guerrero particularmente agraciado en su camino a una posición mayor.

### S
Safcon
Un ritual del Clan Halcón de Jade por el cual la fuerza defensora permite al atacante a desplegar sus tropas sin la amenaza de un ataque. Cuando el Safcon es llamado, no es necesario que el comandante de la fuerza defensora diga las fuerzas que se encuentran bajo su mando, como es usual en un Batchall.
Sangría
La Sangría es el ritual en el cual un candidato a pertenecer a un Clan es oficialmente reconocido por este. Es una compleja y ritual ceremonia. El candidato debe primero demostrar sus cualidades físicas en combate personal contra dos guerreros del Clan. Entonces el candidato será defendido verbalmente por guerreros de su futuro clan cuando él o ella sea retado por representantes de otros clanes de cada rama militar, o deberá enfrentarse a estos en combate mortal.
Satarra
Un consejo de Clan puede invocar un veto, llamado Satarra, para posponer o eliminar enfrentamientos entre castas bajo su jurisdicción. Se reclama una Satarra solo cuando las negociaciones entre los oponentes están estancadas y amenazan con romper el orden de tareas de un Clan. Es más un ritual que un acto legislativo.
Savashri
Un epíteto de los Clanes.
Señor del Juramento
El Señor del Juramento es el preservador de honor de cualquier ceremonia oficial del Clan. Es un cargo similar al de un sargento de armas de la Esfera Interior, pero conlleva un mayor respeto. El Señor del Juramento administra todos los juramentos y el Señor de la Sabiduría los registra. El cargo de Señor del Juramento suele ser ostentado por el guerrero con Nombre de Sangre de mayor edad de un clan (si decide aceptar ese honor) y es uno de los pocos que no se decide mediante un combate.
Señor de la Sabiduría
El Señor de la Sabiduría es el preservador de las leyes y la historia del Clan. Es un gran honor ostentar este cargo, que tiene un gran poder político. El Señor de la Sabiduría representa un papel fundamental en las investigaciones y los juicios, en los que suele tener la función de Abogado o Interrogador.
Seyla
Esta palabra es la respuesta ritual entonada al unísono por el público en las ceremonias más solemnes, los ritos y otras reuniones importantes de los Clanes. Nadie conoce su origen ni el significado exacto de la palabra con seguridad, pero se pronuncia con la mayor reverencia y recogimiento.
Sibko
Un sibko se compone de un grupo de niños producidos a partir de unos mismos padres genéticos en el Programa Eugénico de los Clanes pensado para crear a su casta de guerreros. Los miembros de un sibko son criados juntos y, más tarde, empiezan a ser sometidos a pruebas constantes. Los que fracasan son transferidos a una de las castas inferiores.
Un sibko se compone aproximadamente de veinte miembros pero, en general, solo cuatro o cinco resisten hasta la prueba final para convertirse en guerrero de los Clanes: el Juicio de Posición. Estas pruebas y otras adversidades pueden forjar estrechos lazos entre los "hermanos de sibko" supervivientes.
Sirviente
Los Clanes pueden conservar a los prisioneros hechos en combate. Se denominan sirvientes y se consideran miembros de la casta de los productores, a menos que el clan que lo haya capturado lo libere o lo ascienda a la categoría de guerrero.
Un sirviente está vinculado por el honor, no por cadenas. La costumbre dicta que incluso los guerreros con Nombre de Sangre capturados en combate sean retenidos como sirvientes durante un tiempo. Todos los sirvientes llevan un brazalete, denominado "cordón de servidumbre". El color básico del cordón indica el clan al que está vinculado el individuo, y las franjas la unidad que lo capturó.
Solahma
Un guerrero que es considerado demasiado viejo es trasladado a una unidad Solahma. En estas unidades suelen realizar ataques suicidas buscando morir con honor, aunque normalmente las unidades Solahma son simples fuerzas de guarnición y no suelen combatir.
Supernova
Unidad militar de los Clanes compuesta por dos o tres Novas. Está comandada por un Capitán de Nova.
Surat
Animal endémico de uno de los planetas natales de los clanes, similar a un mono alado, levemente inteligente y cantarín, suele usarse como insulto
Surkai
Es el Derecho de Perdón. En la fortaleza y uniformidad del honor de los Clanes, debe sobresalir sobre su sociedad. Cuando unos guerreros están en desacuerdo o cuando un clan está en desacuerdo con el Consejo del Clan, o cuando un miembro de una casta ofende a un miembro de otra casta, el Surkai es esperado. Es una cuestión de principios que la parte que ofende admita libremente sus errores y solicite su castigo. Aquellos que muestran un gran surkai, son mantenidos como ejemplos para los venideros, para que vean como aceptan las consecuencias de sus actos. Aquellos que no ofrecen el Surkai cuando es esperado, son observados con recelo.
Surkairede
La Rede de Perdón, o Sukairede, es el lazo de honor entre la mayoría y los disidentes. De acuerdo con el Surkairede, cuando un disidente acepta el castigo por haberse enfrentado a la mayoría, se le debe permitir el continuar con su papel en la sociedad sin sufrir nuevas desgracias debido a su enfrentamiento pasado.

### T
Touman
Este término se refiere al Brazo Armado del Clan.
Trinaría
Unidad militar de los Clanes que se compone de tres Estrellas y equivale aproximadamente a una compañía de la Esfera Interior. Está comandada por una Capitán Estelar.
Trothkin
Usado formalmente, este término se refiere a los miembros de un Sibko extendido. Menos formalmente, un guerrero usará Trothkin cuando se refiera a alguien que el considere su compañero o camarada.

### V
Vineers
Algunos miembros de los Clanes, coleccionan recuerdos de sus batallas, estos recuerdos son llamados Vineers, que deriva del término souvenir.

### Z
Zellbrigen
Esta es la palabra que describe las reglas principales usadas para regular y ritualizar los duelos. Zellbrigen provoca que los combatientes se enfrente en duelos uno contra uno, mientras ambos bandos tengan suficientes guerreros. Aquellos que no han sido retados, están ligados por el honor a permanecer fuera de la batalla hasta que un oponente quede libre (que haya derrotado a su enemigo). Atacar a un enemigo que está luchando con un oponente bajo estas leyes, es un grave delito en la conducta de los Clanes, usualmente implica como mínimo la pérdida del rango que se ostente.